# Гавазето I (Болоња)
Гавазето I (итал. Gavaseto I) је насеље у Италији у округу Болоња, региону Емилија-Ромања.
Према процени из 2011. у насељу је живело 142 становника. Насеље се налази на надморској висини од 13 м.